# Hajo Edelhausen
Hannjörg „Hajo“ Edelhausen (* 23. September 1942 in Düsseldorf) ist ein deutscher Maler, Zeichner und Bildhauer, der seit 1973 in Meerbusch-Ilverich lebt.

## Leben
In den Jahren 1949 bis 1964 erhielt Edelhausen seine Schulbildung und eine Ausbildung als Bankkaufmann. Seit 1956 beschäftigte er sich als Autodidakt mit Malerei und Zeichnung. Außerdem arbeitete er bei einer Tageszeitung als freier Mitarbeiter. 1979 gab er den bürgerlichen Beruf als Bankdirektor auf und arbeitet seitdem als freischaffender Maler. Bis 1989 diente er dem Düsseldorfer Künstlerverein Malkasten als Schatzmeister.
Ein erstes Atelier hatte er ab 1970 in Ratingen. Sein zweites gründete er 1979 in Meerbusch, ein weiteres im Jahr 2001 auf Kreta. 1982 bereiste er Indien. 1994 nahm er an einem internationalen Künstleraustausch mit Gastatelier in En Hod (Israel) teil.

## Werk
Ab 1965 schuf er Gemälde zu italienischen Architekturen und Landschaften, in den Jahren 1970 bis 1978 semi-abstrakte Landschaften und geometrische Zeichnungen. 1979 bis 1981 entstand eine Werkgruppe von Faltungen und Sektogrammen, bei denen abstrahierte Gegenstände durch Flächenstaffelungen Räumlichkeit andeuten. 1982 trat er mit stilisiert-figurativer und abstrakter Malerei in Erscheinung. 1983 bis 1986 erweiterte er sein Konzept um malerische und grafische Elemente in einer Werkgruppe von Körperausschnitten, bei denen er durch Konturierung einzelner Körperteile bewusst Naturformen zerstörte. Insbesondere durch Reisen angeregt, befasste er sich mit fremden und vergangenen Kulturen, später etwa in dem Werk Gilgamesch oder Die Mauern von Uruk (1991–1995). Auch setzte er sich mit der islamischen Ornamentik auseinander, indem er zeichenhafte Kürzel auf subtilen Malgründen schuf. Die Neue Musik inspirierte seine abstrakten Kompositionen mit dynamischen Strukturen. Seit 1986 erschienen Arbeiten zum Thema Schrift und Symbol, in denen er archaische Zeichen und Graffiti rhythmisch zu metaphorischen Chiffren anordnete. Um 1987 kreierte er erste Totems aus Holz, Stoff und Bronze. Am Ende der 1980er Jahre begann er sich mit literarischen Vorlagen, unter anderem von Hafis und Goethe, zu beschäftigen. Einen Zyklus schuf er 1990 zum 400. Geburtstag des Dichters Friedrich Spee.